# Lista de canções da série Guitar Hero: On Tour

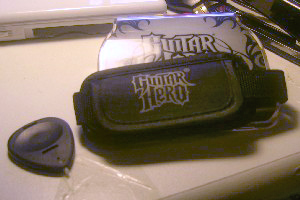
A série Guitar Hero: On Tour usa um controlador especial chamado "Guitar Grip" que adapta o Nintendo DS em uma variação do controlador de guitarra normal usado para as versões de console de Guitar Hero.

Esta é uma lista de canções de Guitar Hero: On Tour, uma expansão da franquia Guitar Hero para o console portátil Nintendo DS. A série foi desenvolvida pela Vicarious Visions e publicada pela RedOctane e Activision. O jogo eletrônico utiliza uma unidade de hardware chamada de "Guitar Grip", que se encaixa no vão do Game Boy Advance, DS ou DS Lite para recriar a experiência dos controladores de guitarra baseados em console normalmente usados com o jogo; esta unidade é incompatível com o DSi e 3DS por conta da falta do vão no hardware. Para marcar pontos e concluir a música, o jogador usa botões correspondentes aos trastes no apoio (grip) enquanto dedilha usando uma caneta pela tela sensível ao toque do console, tentando combinar as notas à medida que as mesmas se deslocam na segunda tela.
Existem três títulos na série: Guitar Hero: On Tour, Guitar Hero On Tour: Decades e Guitar Hero On Tour: Modern Hits. Cada jogo possui uma lista com mais de 25 canções, a maioria baseada em masterização. Os jogos utilizam os recursos locais sem fio do console para permitir que dois jogadores compitam uns contra os outros. Os jogadores podem competir usando diferentes versões dos jogos, permitindo que as músicas de cada jogo sejam compartilhadas durante a partida.

## Lista de canções deGuitar Hero: On Tour
Guitar Hero: On Tour possui duas listas de canções distintas, uma para regiões anglófonas que inclui a América do Norte, Ilhas Britânicas e Austrália, além do Japão e Países Baixos, e outra para os demais países europeus que não falam o idioma inglês, com cinco músicas de substituição; As canções que não estão disponíveis em determinadas regiões foram marcadas como "N/A" na tabela abaixo. Ambas as listas possuem 26 faixas licenciadas, incluindo cinco extras, sendo que cerca de 85% delas são gravações principais; as demais são versões covers recriadas para o jogo. Vinte canções da lista da região norte-americana foram exclusivas desta versão, enquanto as seis restantes foram usadas em outros títulos da série. A canção "I Am Not Your Gameboy" da banda Freezepop é a canção bônus desbloqueada após completar todos os duelos em qualquer dificuldade. Os anos na tabela abaixo refletem a data em que a versão original foi gravada. O jogo consiste em vários níveis (tiers) que, por sua vez, possuem uma gama de canções. A dificuldade dos níveis cresce gradativamente, exigindo que o jogador complete as canções em cada nível para que o próximo seja desbloqueado.
A lista obteve uma recepção morna. A revista Game Informer afirmou que, em comparação com as listas de outros jogos da série, as canções "afastam-se do guitar rock e entra no território do pop/rock", e "simplesmente não são tão emocionantes para se jogar". O portal IGN comentou que a lista era "um pouco discutível" e "claramente voltada para um público mais amigável, popular e pop".
| Ano  | Canção                       | Intérprete(s)         | Master tape    | Tier (NA/UK/AUS/JPN/NED) | Tier (Europa)        |
| ---- | ---------------------------- | --------------------- | -------------- | ------------------------ | -------------------- |
| 1999 | "All Star"                   | Smash Mouth           | Sim            | 2. Rooftop               | 2. Rooftop           |
| 1999 | "All the Small Things"       | Blink-182             | Sim            | 1. Subway                | 1. Subway            |
| 2006 | "Anna Molly"                 | Incubus               | Sim            | 5. Battleship            | 5. Battleship        |
| 2003 | "Are You Gonna Be My Girl"   | Jet                   | Sim            | 1. Subway                | 1. Subway            |
| 1995 | "Avalancha"                  | Héroes del Silencio   | Sim            | —                        | 4. Greek Arena       |
| 1970 | "Black Magic Woman"          | Santana               | (em norueguês) | 4. Greek Arena           | 3. Parade (bis)      |
| 1991 | "Breed"                      | Nirvana               | Sim            | 2. Rooftop               | 2. Rooftop           |
| 2006 | "Ça Me Vexe"                 | Mademoiselle K        | Sim            | —                        | 3. Parade            |
| 1973 | "China Grove"                | The Doobie Brothers   | Sim            | 3. Parade                | —                    |
| 2005 | "Do What You Want"           | OK Go                 | Sim            | 1. Subway                | 1. Subway            |
| 2004 | "Heaven"                     | Los Lonely Boys       | Sim            | 3. Parade                | —                    |
| 2005 | "Helicopter"                 | Bloc Party            | Sim            | 3. Parade                | 3. Parade            |
| 1980 | "Hit Me with Your Best Shot" | Pat Benatar           | Sim            | 2. Rooftop               | 2. Rooftop           |
| 2007 | "I Don't Wanna Stop"         | Ozzy Osbourne         | Sim            | 5. Battleship            | 5. Battleship        |
| 1977 | "I Know a Little"            | Lynyrd Skynyrd        | (em norueguês) | 5. Battleship (bis)      | 5. Battleship (bis)  |
| 1981 | "Jessie's Girl"              | Rick Springfield      | Sim            | 2. Rooftop               | —                    |
| 1977 | "Jet Airliner"               | Steve Miller Band     | (em norueguês) | 4. Greek Arena           | —                    |
| 1989 | "Knock Me Down"              | Red Hot Chili Peppers | Sim            | 5. Battleship            | 5. Battleship        |
| 1973 | "La Grange"                  | ZZ Top                | (em norueguês) | 4. Greek Arena           | 4. Greek Arena       |
| 2004 | "Monster"                    | Beatsteaks            | Sim            | —                        | 2. Rooftop           |
| 2007 | "Monsoon"                    | Tokio Hotel           | Sim            | —                        | 3. Parade            |
| 1983 | "Pride and Joy"              | Stevie Ray Vaughan    | Sim            | 5. Battleship            | 5. Battleship        |
| 1975 | "Rock and Roll All Nite"     | Kiss                  | (em norueguês) | 3. Parade                | 3. Parade            |
| 1985 | "Rock the Night"             | Europe                | Sim            | —                        | 4. Greek Arena       |
| 1995 | "Spiderwebs"                 | No Doubt              | Sim            | 1. Subway                | 1. Subway            |
| 1981 | "Stray Cat Strut"            | Stray Cats            | Sim            | 4. Greek Arena           | 4. Greek Arena       |
| 2002 | "This Love"                  | Maroon 5              | Sim            | 2. Rooftop (bis)         | 2. Rooftop (bis)     |
| 1984 | "We're Not Gonna Take It"    | Twisted Sister        | Sim            | 1. Subway (bis)          | 1. Subway (bis)      |
| 2006 | "What I Want"                | Daughtry ft. Slash    | Sim            | 3. Parade (bis)          | —                    |
| 1989 | "Youth Gone Wild"            | Skid Row              | (em norueguês) | 4. Greek Arena (bis)     | 4. Greek Arena (bis) |

## Lista de canções deGuitar Hero On Tour: Decades
A lista de canções de Decades é considerada "uma jornada através do tempo" pela IGN, apresentando conjuntos de cinco músicas de um total de 28 faixas. Cada conjunto centra-se numa específica era da música rock, incluindo dois com canções mais recentes chamados "2000s" e "Modern", sendo que cada conjunto tem um local especializado para a época. Uma vez que todas as músicas estejam completas, o jogador é presenteado com uma canção bis para aquela lista enquanto também desbloqueia a próxima. As faixas bônus adicionais são desbloqueadas para completar requisitos específicos no jogo. Todas as canções são gravações masterizadas, ao contrário das versões cover usadas no jogo anterior. A lista completa para o jogo está listada abaixo. As canções se diferenciam na América do Norte, no Reino Unido, e na Europa. Em cada região, sete canções são exclusivas para as respectivas versões e estão listadas como "N/A" quando não estão disponíveis nas demais.
A lista de canções de Decades foi considerada uma melhoria em relação à original On Tour, com mais músicas que seriam "muito mais atraentes para os fãs" das versões de console do Guitar Hero. O portal IGN afirmou que a lista "começa mal, mas fica mais agradável à medida que você desbloqueia as décadas anteriores".
| Ano  | Canção                             | Intérprete(s)            | Versão: América do Norte | Versão: Europa | Versão: UK/NED/AUS |
| ---- | ---------------------------------- | ------------------------ | ------------------------ | -------------- | ------------------ |
| 1970 | "All Right Now"                    | Free                     | 1970s                    | 1970s          | 1970s              |
| 1980 | "Any Way You Want It"              | Journey                  | 1980s                    | N/A            | 1980s              |
| 1993 | "Are You Gonna Go My Way"          | Lenny Kravitz            | 1990s                    | 1990s          | 1990s              |
| 1994 | "Buddy Holly"                      | Weezer                   | 1990s                    | 1990s          | 1990s              |
| 2003 | "Can't Stop"                       | Red Hot Chili Peppers    | 2000s                    | 2000s          | 2000s              |
| 2007 | "Crushcrushcrush"                  | Paramore                 | Modern                   | N/A            | Modern             |
| 2005 | "Dirty Little Secret"              | The All-American Rejects | Modern                   | N/A            | N/A                |
| 2006 | "Diventerai Una Star"              | Finley                   | N/A                      | Modern         | N/A                |
| 1999 | "Down"                             | Stone Temple Pilots      | 1990s (bis)              | 1990s          | 1990s              |
| 2007 | "Estrella Polar"                   | Pereza                   | N/A                      | Modern         | N/A                |
| 2004 | "Everything is Everything"         | Phoenix                  | N/A                      | 2000s          | Bonus              |
| 1982 | "Eye of the Tiger"                 | Survivor                 | N/A                      | 1980s          | 1980s              |
| 1972 | "Free Ride"                        | Edgar Winter Group       | 1970s                    | 1970s          | 1970s              |
| 2003 | "I Believe in a Thing Called Love" | The Darkness             | 2000s (bis)              | Bonus          | 2000s (bis)        |
| 1984 | "I Can't Drive 55"                 | Sammy Hagar              | 1980s                    | N/A            | N/A                |
| 1987 | "La Bamba"                         | Los Lobos                | 1980s                    | 1980s          | 1980s              |
| 2001 | "The Middle"                       | Jimmy Eat World          | 2000s                    | 2000s          | 2000s              |
| 1992 | "No Rain"                          | Blind Melon              | 1990s                    | 1990s          | 1990s              |
| 2000 | "One Step Closer"                  | Linkin Park              | 2000s                    | 2000s          | 2000s              |
| 1987 | "The One I Love"                   | R.E.M.                   | 1980s                    | 1980s          | 1980s              |
| 1978 | "One Way or Another"               | Blondie                  | 1970s                    | 1970s          | 1970s              |
| 2007 | "The Pretender"                    | Foo Fighters             | Modern                   | Modern         | Modern             |
| 2007 | "Ready, Set, Go!"                  | Tokio Hotel              | N/A                      | Modern         | Modern             |
| 2004 | "Remedy"                           | Seether                  | 2000s                    | N/A            | N/A                |
| 1976 | "Rock and Roll Band"               | Boston                   | 1970s                    | N/A            | 1970s              |
| 1987 | "Satch Boogie"                     | Joe Satriani             | Bonus                    | 1980s          | Bonus              |
| 2001 | "Smooth Criminal"                  | Alien Ant Farm           | Bonus                    | Bonus          | 2000s              |
| 1995 | "Some Might Say"                   | Oasis                    | N/A                      | 1990s          | 1990s              |
| 1976 | "Sweet Home Alabama" (Live)        | Lynyrd Skynyrd           | 1970s (bis)              | 1970s          | 1970s              |
| 2007 | "Tarantula"                        | The Smashing Pumpkins    | Modern (bis)             | Bonus          | Modern (bis)       |
| 2007 | "The Take Over, the Breaks Over"   | Fall Out Boy             | Modern                   | Modern         | Modern             |
| 1997 | "Volcano Girls"                    | Veruca Salt              | 1990s                    | N/A            | N/A                |
| 1977 | "We Are The Champions"             | Queen                    | Bonus                    | 1970s          | Bonus              |
| 2003 | "You Can't Stop Me"                | Guano Apes               | N/A                      | 2000s          | N/A                |
| 1986 | "You Give Love a Bad Name"         | Bon Jovi                 | 1980s (bis)              | 1980s          | 1980s              |

## Lista de canções deGuitar Hero On Tour: Modern Hits
A lista de canções de Modern Hits apresenta 28 canções lançadas após o ano 2000, todas são gravações masterizadas. Como no jogo anterior da série, On Tour: Decades, o repertório é diferente na América do Norte, Reino Unido, e Europa.[carece de fontes?]
Diz-se que a lista de canções de Modern Hits cobre "sucessos de guitarra dos últimos cinco anos", com "muitas canções notáveis", e considerada uma "mistura atraente de faixas".
| Ano  | Canção                                  | Intérprete(s)           | América do Norte           | Europa                     | Reino Unido          |
| ---- | --------------------------------------- | ----------------------- | -------------------------- | -------------------------- | -------------------- |
| 2006 | "'54, '74, '90, 2010"                   | Sportfreunde Stiller    | (em norueguês)             | 03. Laser show             | (em norueguês)       |
| 2008 | "Adrenaline"                            | 12 Stones               | 04. Casino Vicarious       | (em norueguês)             | (em norueguês)       |
| 2002 | "All My Life"                           | Foo Fighters            | 05. Shangai                | 05. Shangai                | 04. Casino Vicarious |
| 2007 | "Always Where I Need to Be"             | The Kooks               | 05. Shangai                | 04. Casino Vicarious (bis) | 04. Casino Vicarious |
| 2003 | "The Bitter End"                        | Placebo                 | (em norueguês)             | 04. Casino Vicarious       | 02. County Fair      |
| 2000 | "Bohemian Like You"                     | The Dandy Warhols       | (em norueguês)             | 01. Rusty Rocco's (bis)    | 01. Rusty Rocco's    |
| 2007 | "Call to Arms"                          | Angels & Airwaves       | 02. County Fair (bis)      | (em norueguês)             | 03. Laser show       |
| 2006 | "Chelsea Dagger"                        | The Fratellis           | 02. County Fair            | 02. County Fair (bis)      | 02. County Fair      |
| 2007 | "Dashboard"                             | Modest Mouse            | 02. County Fair            | (em norueguês)             | (em norueguês)       |
| 2006 | "Dimension"                             | Wolfmother              | 01. Rusty Rocco's          | 01. Rusty Rocco's          | 01. Rusty Rocco's    |
| 2008 | "Do the Panic"                          | Phantom Planet          | 02. County Fair            | (em norueguês)             | 03. Laser show       |
| 2008 | "Everybody Get Dangerous"               | Weezer                  | 04. Casino Vicarious       | 05. Shangai                | 05. Shangai          |
| 2005 | "Fallen"                                | Franz Ferdinand         | 03. Laser show             | 03. Laser show             | 05. Shanghai         |
| 2008 | "Falling Down"                          | Atreyu                  | 04. Casino Vicarious (bis) | (em norueguês)             | 05. Shangai          |
| 2007 | "Golden Skans"                          | Klaxons                 | (em norueguês)             | 01. Rusty Rocco's          | 01. Rusty Rocco's    |
| 2008 | "Half-Truism"                           | The Offspring           | 03. Laser show             | 03. Laser show             | 04. Casino Vicarious |
| 2007 | "I Wanna Be Your Man"                   | Endeverafter            | 05. Shangai                | (em norueguês)             | (em norueguês)       |
| 2003 | "In the Shadows"                        | The Rasmus              | (em norueguês)             | 02. County Fair            | 02. County Fair      |
| 2008 | "Lassoo"                                | Duke Spirit             | 02. County Fair            | (em norueguês)             | 03. Laser show       |
| 2005 | "Lights and Sounds"                     | Yellowcard              | 03. Laser show             | (em norueguês)             | (em norueguês)       |
| 2005 | "The Metal"                             | Tenacious D             | 04. Casino Vicarious       | 05. Shangai                | 05. Shangai          |
| 2005 | "Miss Murder"                           | AFI                     | 03. Laser show             | 04. Casino Vicarious       | 05. Shangai          |
| 2006 | "Napoleon Says"                         | Phoenix                 | (em norueguês)             | 02. County Fair            | (em norueguês)       |
| 2007 | "On Call"                               | Kings Of Leon           | (em norueguês)             | 01. Rusty Rocco's          | 01. Rusty Rocco's    |
| 2007 | "Our Velocity"                          | Maxïmo Park             | (em norueguês)             | 02. County Fair            | 03. Laser show       |
| 2007 | "Paralyzer"                             | Finger Eleven           | 05. Shangai                | (em norueguês)             | (em norueguês)       |
| 2004 | "Que No"                                | Deluxe                  | (em norueguês)             | 01. Rusty Rocco's          | (em norueguês)       |
| 2003 | "Reptilia"                              | The Strokes             | 01. Rusty Rocco's          | 04. Casino Vicarious       | 04. Casino Vicarious |
| 2007 | "Ruby"                                  | Kaiser Chiefs           | 04. Casino Vicarious       | 05. Shangai                | 05. Shangai          |
| 2008 | "Scream Aim Fire"                       | Bullet For My Valentine | (em norueguês)             | 05. Shangai (bis)          | 05. Shangai          |
| 2008 | "Shockwave"                             | Black Tide              | 05. Shangai (bis)          | (em norueguês)             | (em norueguês)       |
| 2002 | "Still Waiting"                         | Sum 41                  | 03. Laser show (bis)       | 04. Casino Vicarious       | 04. Casino Vicarious |
| 2007 | "Sweet Sacrifice"                       | Evanescence             | 01. Rusty Rocco's          | 04. Casino Vicarious       | 02. County Fair      |
| 2006 | "This Ain't a Scene, It's an Arms Race" | Fall Out Boy            | 04. Casino Vicarious       | 05. Shangai                | 03. Laser show       |
| 2005 | "Unconditional"                         | The Bravery             | 01. Rusty Rocco's (bis)    | (em norueguês)             | (em norueguês)       |
| 2008 | "Via Le Mani Dagli Occhi"               | Negramaro               | (em norueguês)             | 03. Laser show (bis)       | (em norueguês)       |
| 2008 | "Violet Hill"                           | Coldplay                | 01. Rusty Rocco's          | 02. County Fair            | 02. County Fair      |
| 2007 | "What Do I Have to Do"                  | The Donnas              | 05. Shangai                | (em norueguês)             | (em norueguês)       |
| 2007 | "When You're Gone"                      | Avril Lavigne           | (em norueguês)             | 01. Rusty Rocco's          | 01. Rusty Rocco's    |
| 2004 | "Where Are We Runnin'?"                 | Lenny Kravitz           | 01. Rusty Rocco's          | 03. Laser show             | 01. Rusty Rocco's    |